# Ampertal
Ampertal este o arie protejată (arie specială de conservare — SAC, sit de importanță comunitară — SCI) din Germania întinsă pe o suprafață de 2.155,58 ha, integral pe uscat.

## Localizare
Centrul sitului Ampertal este situat la coordonatele 48°27′55″N 11°54′42″E / 48.4653°N 11.9117°E.

## Înființare
Situl Ampertal a fost declarat sit de importanță comunitară în martie 2001 pentru a proteja 2 specii de plante și 12 specii de animale. Situl a fost protejat și ca arie specială de conservare în aprilie 2016.

## Biodiversitate
Situată în ecoregiunea continentală, aria protejată conține 9 habitate naturale: Ape puternic oligomezotrofe cu vegetație bentonică cu Chara spp., Lacuri eutrofice naturale cu vegetație de tip Magnopotamion sau Hydrocharition, Cursuri de apă de la nivel de câmpie la nivel montan, cu vegetație Ranunculion fluitantis și Callitricho-Batrachion, Pajiști cu Molinia pe soluri calcaroase, turboase sau argilos-nămoloase (Molinion caeruleae), Liziere de ierburi înalte hidrofile de câmpie și de nivel montan până la alpin, Fânețe de joasă altitudine (Alopecurus pratensis, Sanguisorba officinalis), Mlaștini alcaline, Păduri de fag Asperulo-Fagetum, Păduri aluvionare cu Alnus glutinosa și Fraxinus excelsior (Alno-Padion, Alnion incanae, Salicion albae).
La baza desemnării sitului se află mai multe specii protejate:
- plante (2): Apium repens, Gladiolus palustris
- amfibieni (1): triton cu creastă (Triturus cristatus)
- mamifere (1): castor (Castor fiber)
- nevertebrate (5): libelule (Leucorrhinia pectoralis), phengaris nausithous (Maculinea nausithous), Ophiogomphus cecilia, Unio crassus, Vertigo moulinsiana
- pești (5): avat (Aspius aspius), lostriță (Hucho hucho), țipar (Misgurnus fossilis), boarță (Rhodeus amarus), babușcă de tur (Rutilus virgo)

Pe lângă speciile protejate, pe teritoriul sitului au mai fost identificate 2 specii de amfibieni.